# Наруто Узумаки
| Наруто Узумаки うずまきナルト | Наруто Узумаки うずまきナルト |
| ----------------------------- | --- |
| Име                           | Наруто Узумаки |
| Първо показване               | В сериала: 1 епизод В мангата: 1 глава                                                                                                |
| Възраст                       | I част 12-13 II част 15 |
| Дата на раждане               | 10 октомври |
| Роднини                       | Минато Намиказе (баща, починал) Кушина Узумаки (майка, починала) Хината Хюга (съпруга) Боруто Узумаки (син) Химавари Узумаки (дъщеря) |
| Ранг                          | I част Генин II част Генин II част Джунин Епилог Хокаге                                                                               |
| Сегашна група                 | 7 група (Наруто Узумаки, Сакура Харуно, Саске Учиха и Какаши Хатаке)                                                                  |

Наруто Узумаки (на японски: うずまきナルト) е главният герой в едноименните манга поредица и аниме сериал на Масаши Кишимото – Наруто. В сериала Наруто е млад нинджа, в който е затворен духът на лисица демон, унищожила голяма част от Селото скрито в Листата (Коноха), когато той се е раждал.
Наруто се класира втори (взимайки първо място 3 пъти) в първите 5 официални гласувания за популярност на героите, проведени от Шонен Джъмп. В шестото гласуване обаче той се изкачва едва на четвърто място.
Наруто е енергичен и шумен нинджа. Той израства сам – без майка и баща, непризнат от никого, мразен от всички заради Кюби - 9-опашатата Лисица-Демон, която е затворена в него от Йондайме (Четвъртият Хокаге). Това го прави Джинджуурики (от японски: „сила на човешката саможертва“, „Джинджуурики“ са наричани хората, в които са били запечатани Опашатите зверове) на Опашат звяр, а в нинджа света, повечето Джинджуурикита са били отбягвани и ненавиждани. Целта на живота му е да стане Хокаге – водач на своето село – Коноха, за да може да бъде признат от всички. По пътя към това той създава много приятелства и получава признанието на хората около себе си. Обаче той не знае, че баща му е самият Четвърти Хокаге. Напред във времето Наруто се опитва да върне най-добрия си приятел Саске Учиха и да го спаси от Орочимару. Наруто има невероятната дарба да се сприятелява с всеки, с когото се срещне.

## Способности
Тъй като е син на Четвъртия (дори и да не е знаел за това за по-голямата част от сериите) той използва техниката Расенган, на която го научава Джирая. Наруто усъвършества тази техника като създава 2 нови много мощни техники. Първата е наречена Оодама Расенган. Разликата между този Расенган и обикновения е, че Наруто вкарва в кълбото много повече чакра. Затова кълбото е много по-голямо и техниката е достатъчно силна да убива. Втората техника се нарича Расен-Шурикен. Това е техника, която неговия баща е искал да създаде преди да умре, но така и не е успял. В създаването на техниката на Наруто се откриват големи напътствия от бившия ученик на Минато Намиказе (Четвъртия Хокаге)-Какаши Хатаке. Техниката се състои в това, че Наруто вкарва от своята вятърна чакра в техниката си Расенган и, тъй като вятърната чакра е много остра и разрязва почти всичко, Расенгана получава същата способност. Техниката много прилича на техниката на Какаши – Чидори, в която той вкарва своята гръмотевична чакра.
Наруто също така използва техниката Джутсу Сенчести Клонинги, която е любимата му техника.
Наруто има два вида чакри – червена и синя. Синята е неговата си обикновена чакра. А червената е чакрата на Деветоопашатата Лисица-демон, смятана за несвършваща. Благодарение на чакрата на Кюби, Наруто може да овладее много трудни техники и да стане велик боец, само ако успее да се научи да я контролира. Гневът му в битка отключва Мантията на лисицата-демон и Наруто губи контрол над тялото си, въпреки че става много силен, използвайки чакрата на деветоопашатата. В това си сътояние той не разпознава приятелите от враговете. След като несъзнателно наранява Сакура Харуно, която обича, с тази сила, той решава да не я използва и да се бие със собствената си чакра, докато се опитва да спаси Саске.
Наруто, вече обучаван от учителя си – Какаши прави тренировка за манипулация на елементи. Открива, че неговият елемент е вятърният елемент (на японски Fuuton), и усъвършенства расенгана си като добавя вятърния елемент. Така създава изключително силния (и опасен) Расеншурикен (Fuuton: Rasenshuriken!). Техниката наистина е изключително силна и сложна- дори и Четвъртия Хокаге не е могъл да я направи, но когато я прави Наруто за малко не си счупва ръката. Освен това техниката използва много чакра, прекалено много. Ако Наруто продължава да я използва може да се повреди сериозно и повече да не може да бъде нинджа.
След известно време лидерът на Акатски, фанатичен убиец, който се мисли за истински Бог и се нарича Пейн (от английски: „болка“), убива Джирая. „Пейн“ всъщност са 6 различни тела, които са били съживени от Нагато, който ги контролира с Риннеганът си (най-мощната очна техника в Нинджа света, която ти дава контрол над почти всичко), но никой освен Конан – партньорката му, и Мадара Учиха, не знае това. Наруто е в шок от смъртта на сенсея си, но след като се осъзнава една малка жаба, всъщност велик Мъдрец решава да обучи Наруто както е обучил и Джирая – като Мъдрец. Той го взима при себе си за обучение. През това време лидерът на Акатски напада Коноха, търсейки Наруто. Избива много от местните нинджи, които вече считат Наруто за свой другар и не искат да го предадат. Ядосан, Пейн унищожава цялото село с много мощна техника – Шира Тенсей, която обаче смалява живота му. Освен това убива и Какаши Хатаке – мощния джоунин, бивш учител на Наруто. Наруто се връща вече като Мъдрец и успява да убие всички 6 тела на Пейн. По време на битката му с Пътя на Девата, шестото тяло на Пейн, Наруто бива хванат в капан и прикован към земята. Преди Пейн да може да го убие, Хината пристига и го предизвиква на дуел. Пейн я побеждава лесно и ѝ нанася дълбока прободна рана на реброто, поради което тя изпада в безсъзнание. Мислейки си, че Хината е мъртва, Наруто се разярява, счупва печата си и позволява на 8 от 9-те опашки на Лисицата да израстат. В подсъзнанието му, се появява Четвъртият Хокаге – Минато Намиказе. Той помага на Наруто да потисне силата на Деветоопашатата, след което му разкрива, че е негов баща. В гнева си Наруто го удря и го пита как може собственият му баща да запечата такова чудовище в него. Минато му отговаря, че единствената причина, поради която е запечатал Лисицата в него е, че той е вярвал и все още вярва, че Наруто няма да се поддаде на изкушението да използва неконтролируемата ѝ сила. Казва му, че духът му е бил запечатан в него заедно с Деветоопашата, и че той е можел да го гледа как расте и се развива като нинджа, и че е много горд от него. Наруто се събужда, открива, че Лисицата си е отишла и успява да убие 6-ото тяло на Пейн. Странни чакра следи го водят до един още по-странен човек. След като го намира, Наруто иска от Нагато – нинджата, която контролира 6-те тела (които той нарича „Пътища“) обяснение за действията му. След разговора им Наруто отказва да убие Нагато. Нагато го пита „Защо?“, на което Наруто отговаря: Ти искаш да ме заловиш, за да извлечеш Деветоопашата Лисица и да завземеш контрол над силата ѝ, така че да създадеш върховното оръжие за масово унищожение. С това оръжие, ще можеш да убиеш всеки, когото пожелаеш. По този начин, ще изплашиш всички Шиноби нации и те доброволно ще започнат да изпълняват желанията ти поради страха им от теб и твоето оръжие. Ти ще им заповядаш да спрат войните – нещо, от което ти сам си страдал неизмеримо много. Така според теб ще настъпи време на вечен мир и несвършващият кръг от войни ще спре… Но грешиш. Много хора ще започнат да те мразят за това, което си направил, а именно омразата ражда войните. Ако аз те убия сега, Конан (партньорката на Нагато) ще ме намрази и ще тръгне да търси отмъщение за смъртта ти, а това ще накара други хора да я намразят и да търсят отмъщение за нейните действия. Така само ще уголемя кръга от омраза. Затова ще те пощадя. Да спра войните, е не само твоята, но и моята мечта! Изумен от разсъжденията на 16-годишния хлапак, Нагато се съгласява да използва техника, която да съживи всички нинджи в Коноха, които той и Конан са убили. Тази техника обаче му коства живота и той умира, желаейки мечтата на Наруто да постигне световен мир по ненасилствен начин да се сбъдне. Наруто сключва мир със Селото на дъжда, чийто лидер сега е Конан. Като благодарност за това, че пощадява живота на Нагато, Конан му подарява букет от хартиени цветя, който Наруто оставя на гроба на Джирая. След като се разбира, че Цунаде е в кома, поради прекомерно използване на чакра, че Данзо е избран като неин временен заместник, и че Саске се присъединил към Акатски, Наруто изпада в шок и той, заедно с приятелите си вземат окончателно решение да спрат Саске, дори и ако трябва да го убият. По-късно е показано, че Наруто е оставил хартиения букет и копие на книгата „Историята за Смелия нинджа“ (първата книга, която Джирая е написал) на гроба на Джирая. Букета оставя, защото Конан някога е била ученичка на Джирая, а книгата – като благодарност към учителя си за това, че му е дал име (понеже главният герой в нея също се казва Наруто, което прави Джирая негов кръстник). После Наруто се връща в селото като истински герой, какъвто баща му е искал.